# Gros Buisson
Gros Buisson est un hameau du village de Malonne, dans la province de Namur, en Belgique. Avec Malonne il fait aujourd'hui administrativement partie de la ville de Namur (Région wallonne de Belgique).  
Important hameau de l’entité, Gros Buisson se trouve sur les hauteurs de Sambre, dans l’Entre-Sambre-et-Meuse, pratiquement sur la crête séparant les deux vallées. Traversé par la route nationale 954 (Namur à Bois-de-Villers) le hameau possède une large chapelle où sont régulièrement célébrés les services religieux.

## Patrimoine
- La chapelle Notre-Dame-de-Lourdes fut construite en 1874.